# Thiago Monteiro (tennistavolista)
Thiago Monteiro (Fortaleza, 15 giugno 1981) è un tennistavolista brasiliano.

## Biografia
Thiago Farias Monte Monteiro attualmente (2022) è classificato 76° nella classifica mondiale Federazione internazionale di tennis da tavolo ITTF. 
È stato due volte campione dell'America Latina nel 2004 e nel 2008 nel singolare maschile. Nel 2005 è stato incoronato campione del Brasile. Ha partecipato ai Giochi Olimpici di Atene nel 2004 e di Pechino nel 2008. Ha preso parte a tutti i campionati del mondo da quelli di Eindhoven nel 1999.
Ha preso parte al Campionato di Francia Pro B di tennistavolo nel Club Thorigné-Fouillard TT.